# Catarine Percût
Catarine Percût (San Lurinç, Udine, 12 de febrer de 1812 - 15 d'agost de 1887) ha estat una de les més famoses escriptores en friülès.

## Biografia
Pertanyia a una família noble. El 1821 va morir el seu pare i la família es traslladà a Udine i ella estigué al convent de Santa Chiara d'Udine dels 9 als 17 anys. A partir de 1839 començà a escriure en el diari Favilla, de Trieste, tant en furlà com en italià, primer com a crítica literària i després com a autora. El primer article, publicat el 1839, va ser la traducció d'un poema de Klopstok, un poeta alemany, i després un assaig sobre Ariosto. A partir de 1844, hi publicà regularment. Va col·laborar també amb la revista La ricamatrice, on va escriure obres pedagògiques dirigides a la dona.
Les seves obres més conegudes són L'anno della fame, L'album della suocera, Il bastone, Il contrabbando, Il Licôf, La malata, Il refrattario... També és autora de 20 narracions recollides en el volum Scritti friulani, editades el 1929 per Bindo Chiurlo. Segons la majoria dels crítics literaris, els seus contes sobre els pagesos furlans del segle xix presenten les descripcions més objectives i realistes que ens poden fer imaginar la vida d'aquell temps.
Es relacionà estretament i mantingué correspondència amb escriptors, editors i periodistes, entre els quals Nicolò Tommaseo, Giovanni Verga, Clara Maffei, Pacifico Valussi, Francesco Dall'Ongaro, Carlo Tenca, Ippolito Nievo i el poeta Carducci, de qui rebé remarcables elogis.

## Llegat i memòria
La Biblioteca municipal de Manzano porta el seu nom i també l'Escola secundària de Pavia di Udine.
Des de l'any 2002 l'Ajuntament de Manzano convoca un premi literari en honor de l'escriptora.

## Obres
- Lis cidulis. Scene carniche, I. Papsch e C. tip. del Llyod Austr., Trieste, 1845
- Racconti, prefazione di Nicolò Tommaseo, Le Monnier, Firenze, 1858
- Dieci raccontini di Caterina Percoto, Tip. Weis, Trieste, 1865
- Nuovi raccontini, Lampugnani, Milano, 1870
- Ventisei racconti vecchi e nuovi, Carrara, Milano, 1878
- Novelle popolari edite ed inedite, Carrara, Milano, 1883
- I Fumi di Norina, Carrara, Milano, 1884
- Quindici nuovi raccontini. Libro di lettura e di premio, Carrara, Milano, 1888
- Cenni sulla co. Caterina Percoto accompagnati da alcune sue lettere inedite, a cura di Tiberio Roberti, Tipografia di Domenico Del Bianco, Udine, 1900
- Il Friuli nel 1866. Lettere inedite di Caterina Percotto, a cura di Tiberio Roberti, Tip. Domenico Del Bianco, Udine, 1901
- Il prin sarasin. Leggenda, Tip. Domenico Del Bianco, 1901 [in lingua friulana, con traduzione in lingua italiana ]
- Gli ultimi anni di Caterina Percoto. Lettere all'abate Jacopo Bernardi finora inedite, [ed ora pubblicate da] N. Meneghetti, Tip. Moretti e Percotto, Udine, 1915
- Sotto l'Austria nel Friuli, 1847-1866. Racconti per i giovinetti, per il popolo, per i soldati. Dagli scritti di Caterina Percoto, a cura di Eugenia Levi, R. Bemporad e Figlio, Firenze, 1918
- Scritti friulani, con uno studio di Bindo Chiurlo, Libreria editrice Aquileia, Tolmezzo (Udine), 1928
- L'anno della fame ed altri racconti, a cura di Alberto Spaini, Einaudi, Torino, 1945
- L'album della suocera e altri racconti, Muggiani, Milano, 1945
- Pre' Poco, Del Bianco, Udine, 1958
- Novelle, a cura di Bruno Maier, Cappelli, 1974
- Enrica Varisco Ferrero (a cura di), Niccolo Tommaseo e Caterina Percoto protagonisti di un caso letterario, con pagine inedite di Caterina Percoto,Arti Grafiche friulane, Udine, 1975
- Il giornale di mia zia, con una introduzione di Rossana Caira Lumetti, Bulzoni, Roma, 1984
- Le umili operaie. lettere di Luigia Codemo e Caterina Percoto, a cura di Rossana Caira Lumetti, Loffredo, Napoli, 1985
- Scritti friulani, tradotti, commentati e restaurati da Amedeo Giacomini, nota linguistica di Piera Rizzolatti e dieci disegni inediti di Filippo Giuseppini, Società filologica friulana, Udine, 1988
- Epistolario Caterina Percoto-Carlo Tenca, a cura di Ludovica Cantarutti, Del Bianco, Udine, 1990
- I grandi racconti, a cura di Mirella Lirussi e Pietro Farris, Agenzia libraria editrice, Monfalcone, 2011
- "Prosis furlanis", Clape cultural Aquilee - Union scritors furlans, Udin, 1993